# اورنگ (چالوس)
اورنگ، روستایی است از توابع بخش مرکزی شهرستان چالوس در استان مازندران ایران.

## وجه تسمیه
اورنگ واژه‌ای مازندرانی است. معادل فارسی اورنگ نارنجی می‌باشد.

## مردم‌شناسی

### جمعیت
این روستا در دهستان کلارستاق شرقی قرار دارد و براساس سرشماری مرکز آمار ایران در سال ۱۳۸۵، جمعیت آن ۶۰۰ نفر بوده‌ است. مردم نورسر از قومیت طبری هستند.

### زبان
مردم اورنگ به زبان طبری با گویش کلارستاقی سخن می‌گویند.

## جستار های وابسته
- چالوس
- ارنگه